# Superliga 2021-2022 (calcio a 5)
La Superliga 2021-2022 è stata la 30ª edizione del massimo torneo di calcio a 5 russo. La stagione regolare è iniziata il 7 ottobre 2021 e si è conclusa il 17 aprile 2022, prolungandosi fino al 1º giugno con la disputa dei play-off. Il torneo è stato vinto dalla Gazprom Jugra, giunta al terzo titolo nazionale; per la prima volta, i play-off sono stati vinti da una squadra giunta settima al termine della stagione regolare.

## Stagione regolare

### Classifica
|                   | Pos. | Squadra           | Pt | G  | V  | N  | P  | GF  | GS  | DR  |
| ----------------- | ---- | ----------------- | -- | -- | -- | -- | -- | --- | --- | --- |
|                   | 1.   | Sinara            | 69 | 32 | 21 | 6  | 5  | 140 | 93  | +47 |
|                   | 2.   | Torpedo NN        | 57 | 32 | 18 | 3  | 11 | 138 | 117 | +21 |
|                   | 3.   | Noril'skij Nikel' | 55 | 32 | 17 | 4  | 11 | 112 | 100 | +12 |
|                   | 4.   | Tjumen'           | 54 | 32 | 15 | 9  | 8  | 126 | 103 | +23 |
|                   | 5.   | KPRF Mosca        | 52 | 32 | 16 | 4  | 12 | 111 | 106 | +5  |
|                   | 6.   | Ukhta             | 39 | 32 | 11 | 6  | 15 | 88  | 104 | -16 |
| Russia (bandiera) | 7.   | Gazprom Jugra     | 37 | 32 | 9  | 10 | 13 | 102 | 99  | +3  |
|                   | 8.   | Dinamo Samara     | 25 | 32 | 8  | 1  | 23 | 60  | 128 | -68 |
|                   | 9.   | Novaja Generacija | 20 | 32 | 5  | 5  | 22 | 108 | 135 | -27 |

### Verdetti
- Gazprom Jugra campione di Russia 2021-2022.
- Dinamo Samara esclusa dal campionato per cessazione dell'attività agonistica con decorrenza immediata[2].

## Play-off

### Tabellone
|  | Quarti di finale | Quarti di finale  | Quarti di finale | Quarti di finale | Quarti di finale | Quarti di finale | Quarti di finale |  |  | Semifinali        | Semifinali        | Semifinali    | Semifinali    | Semifinali | Semifinali | Semifinali |   |   | Finale     | Finale     | Finale | Finale | Finale | Finale | Finale |  |
|  |                  |                   |                  |                  |                  |                  |                  |  |  |                   |                   |               |               |            |            |            |   |   |            |            |        |        |        |        |        |  |
|  | 3                | Noril'skij Nikel' | 4                | 2                | 3 (3)            | 2 (4)            | –                |  |  |                   |                   |               |               |            |            |            |   |   |            |            |        |        |        |        |        |  |
|  | 6                | Ukhta             | 1                | 1                | 3 (4)            | 2 (3)            | –                |  |  | Noril'skij Nikel' | Noril'skij Nikel' | 2             | 3             | 5          | 1          | 4 (3)      |   |   |            |            |        |        |        |        |        |  |
|  | 4                | Tjumen'           | 2                | 4                | 3                | 1                | –                |  |  | KPRF Mosca        | KPRF Mosca        | 3             | 2             | 2          | 5          | 4 (5)      |   |   |            |            |        |        |        |        |        |  |
|  | 5                | KPRF Mosca        | 5                | 3                | 4                | 2                | –                |  |  |                   |                   |               |               |            |            |            |   |   | KPRF Mosca | KPRF Mosca | 1      | 3 (3)  | 3      | –      | –      |  |
|  | 1                | Sinara            | 3                | 5                | 6                | –                | –                |  |  |                   |                   | Gazprom Jugra | Gazprom Jugra | 3          | 3 (5)      | 4          | – | – |            |            |        |        |        |        |        |  |
|  | 9                | Novaja Generacija | 0                | 4                | 4                | –                | –                |  |  | Sinara            | Sinara            | 2             | 4             | 1          | –          | –          |   |   |            |            |        |        |        |        |        |  |
|  | 2                | Torpedo NN        | 5                | 3                | 3                | 1                | –                |  |  | Gazprom Jugra     | Gazprom Jugra     | 5             | 5             | 6          | –          | –          |   |   |            |            |        |        |        |        |        |  |
|  | 7                | Gazprom Jugra     | 3                | 8                | 9                | 3                | –                |  |  |                   |                   |               |               |            |            |            |   |   |            |            |        |        |        |        |        |  |

### Quarti di finale

#### Gara 1
| Arbitri: | Sergej Micheev Aleksej Ivanov Aleksej Cengler |

|                                            |           |  |
| Prudnikov 18’ Sokolov 19’ (t.l.) Dëmin 35’ | Marcatori |  |

| Arbitri: | Vladimir Kadykov Il'ja Akimcev Vadim Otyrba |

|                                                |           |           |
| Nando 23’ Rodriguinho 27’ Ljalin 30’ Orlov 39’ | Marcatori | 4’ Pedala |

| Arbitri: | Il'ja Pogonin Aleksandr Salatov Sergej Špen'kov |

|                              |           |                                                               |
| Milovanov 30’ Emel'janov 34’ | Marcatori | 4’ Pedrinho 18’ Asadov 22’ (aut.) Upalëv 33’ Dener 50’ Krykun |

| Arbitri: | Vitalij Bužor Sergej Chorošavcev Jurij Neverov |

|                                                             |           |                                            |
| Somplei 9’ Opper 12’ Dudu 25’ Aširov 58’ (t.l.) Telegin 59’ | Marcatori | 21’ Šisterov 24’ Katata 50’ João Guilherme |

#### Gara 2
| Arbitri: | Sergej Micheev Aleksej Cengler Aleksej Ivanov |

|                                                                |           |                                             |
| Gerasimov 11’ Sokolov 16’, 43’ Turčin 27’ (aut.) Prudnikov 28’ | Marcatori | 9’ Moscalev 43’ Novik 45’ Kovtun 49’ Rubcov |

| Arbitri: | Vladimir Kadykov Vadim Otyrba Il'ja Akimcev |

|                           |           |                |
| G. Souza 25’ Alibekov 45’ | Marcatori | 23’ Paradynski |

| Arbitri: | Il'ja Pogonin Sergej Špen'kov Aleksandr Salatov |

|                                                  |           |                              |
| Batyrev 6’ Milovanov 9’ Vilela 40’ Abramovič 47’ | Marcatori | 25’, 44’ Asadov 49’ Pedrinho |

| Arbitri: | Vitalij Bužor Jurij Neverov Sergej Chorošavcev |

|                                  |           |                                                                                             |
| Zajcev 7’ Somplei 31’ Aširov 46’ | Marcatori | 2’ Ponkratov 4’, 29’, 35’ João Guilherme 15’ (aut.) Kotljakov 37’, 49’ Vilian 43’ Kupatadze |

#### Gara 3
| Arbitri: | Vladimir Kadykov Eduard Šajachmetov Andrej Šelechov |

| |           |                             |
| Vinogradov 2’ Šisterov 5’ (rig.) Afanas'ev 7’ Vilian 23’ Simakov 42’ Kupatadze 44’ Chimba 46’, 49’, 50’ | Marcatori | 16’ Aširov 43’, 49’ Telegin |

| Arbitri: | Dmitrij Petrin Irina Velikanova Aleksandr Salatov |

|                                              |           |                                                                    |
| Turčin 5’ Il'in 28’ Legotin 34’ Soskovec 46’ | Marcatori | 1’, 7’ Prudnikov 18’ Karpov 29’ Dëmin 33’ (aut.) Novik 42’ Sokolov |

| Arbitri: | Il'ja Akimcev Aleksej Golubovskij Vadim Otyrba |

|                                                 |           |                                       |
| Batalha 5’ Nijazov 11’ Zabolonkov 18’ Dener 55’ | Marcatori | 9’ Batyrev 30’ Upalëv 44’ Gereykhanov |

| Arbitri: | Sergej Micheev Vitalij Grošev Jurij Neverov |

|                                           |                      |                                           |
| Pedala 47’, 59’ Murašov 47’               | Marcatori            | 29’ (aut.) Mišarin 49’ G. Souza 59’ Nando |
| Guljajkin B. Dias Paradynski Cyba Mišarin | Tiri di rigore 4 – 3 | Nando Šajachmetov Zanotto G. Souza Ljalin |

#### Gara 4
| Arbitri: | Vladimir Kadykov Andrej Šelechov Eduard Šajachmetov |

|                                  |           |            |
| Ponkratov 23’ Afanas'ev 41’, 48’ | Marcatori | 13’ Aširov |

| Arbitri: | Il'ja Akimcev Vadim Otyrba Aleksej Golubovskij |

|                              |           |           |
| Douglas Júnior 24’ Dener 37’ | Marcatori | 20’ Taffy |

| Arbitri: | ? |

|                                       |                      |                                              |
| Pedala 27’, 42’                       | Marcatori            | 16’ Nando 43’ (aut.) Murašov                 |
| Belov B. Dias Paradynski Cyba Mišarin | Tiri di rigore 3 – 4 | Orlov Nando G. Souza Alex Felipe Šajachmetov |

### Semifinali

#### Gara 1
| Arbitri: | Grigorij Zelencov Il'ja Pogonin Il'ja Akimcev |

|                         |           |                                |
| Kostromin 2’ Ljalin 44’ | Marcatori | 9’, 10’ Batalha 15’ Zabolonkov |

| Arbitri: | Sergej Micheev Vitalij Grošev Aleksandr Salatov |

|                               |           |                                                           |
| Sokolov 39’ (rig.) Karpov 40’ | Marcatori | 13’ Šisterov 17’ Chimba 31’ Vinogradov 45’, 48’ Afanas'ev |

#### Gara 2
| Arbitri: | Grigorij Zelencov Il'ja Akimcev Il'ja Pogonin |

|                                       |           |                                |
| Kudziev 9’ Ljalin 16’ Alex Felipe 42’ | Marcatori | 6’ Douglas Júnior 33’ Pedrinho |

| Arbitri: | Sergej Micheev Aleksandr Salatov Vitalij Grošev |

|                                                              |           |                                                                 |
| Gerasimov 21’ (t.l.) Prudnikov 21’ Timošenko 23’ Sokolov 43’ | Marcatori | 17’ João Guilherme 23’ Vinogradov 28’ Ponkratov 36’, 58’ Vilian |

#### Gara 3
| Arbitri: | Aleksej Ivanov Grigorij Zelencov Dmitrij Petrin |

|                                                                |           |             |
| João Guilherme 19’ Simakov 23’, 39’ Chimba 25’, 36’ Vilian 33’ | Marcatori | 50’ Sokolov |

| Arbitri: | Vladimir Kadykov Jurij Neverov Vitalij Bužor |

|                                |           |                                                    |
| Nijazov 44’ Douglas Júnior 50’ | Marcatori | 16’ Rodriguinho 17’, 18’, 35’ G. Souza 40’ Kudziev |

#### Gara 4
| Arbitri: | Vladimir Kadykov ? |

|                                                      |           |                 |
| Dener 12’ Nijazov 20’ Asadov 20’, 32’ Zabolonkov 25’ | Marcatori | 40’ Rodriguinho |

#### Gara 5
| Arbitri: | Sergej Micheev Vitalij Grošev Denis Smol'janinov |

|                                        |                      |                                                   |
| Ljalin 4’ Kudziev 9’, 39’ Alibekov 40’ | Marcatori            | 2’, 22’, 50’ Asadov 39’ Dener                     |
| G. Souza Kudziev Zanotto Alex Felipe   | Tiri di rigore 3 – 5 | Douglas Júnior Nijazov Zabolonkov Pedrinho Asadov |

### Finale 3º posto

#### Gara 1
| Arbitri: | Grigorij Zelencov Vadim Otyrba Dmitrij Petrin |

|                                       |           |                                                  |
| Gerasimov 19’ Timošenko 24’ Dëmin 49’ | Marcatori | 4’, 45’ Nando 35’ Krutyj 49’ Zanotto 50’ Kudziev |

#### Gara 2
| Arbitri: | Grigorij Zelencov Dmitrij Petrin Vadim Otyrba |

|                                            |                      |                                            |
| Sokolov 15’ Karpov 35’                     | Marcatori            | 45’ Kudziev 50’ Rodriguinho                |
| Timošenko Karpov Sorokin Gerasimov Sokolov | Tiri di rigore 4 – 5 | Kudziev G. Souza Nando Zanotto Alex Felipe |

#### Gara 3
| Arbitri: | Vladimir Kadykov Jurij Neverov Vitalij Grošev |

|                                               |                      |                                                       |
| Nando 31’ Kudziev 40’ Zanotto 55’ Kutuzov 57’ | Marcatori            | 36’ Ivanov 49’ Sokolov 56’ Fakhrutdinov 59’ Prudnikov |
| Kudziev G. Souza Nando Zanotto                | Tiri di rigore 4 – 2 | Timošenko Karpov Sokolov Sorokin                      |

### Finale

#### Gara 1
| Arbitri: | Vladimir Kadykov Il'ja Akimcev Il'ja Pogonin |

|                   |           |                                              |
| Asadov 46’ (rig.) | Marcatori | 42’ João Guilherme 45’ Ponkratov 45’ Davydov |

#### Gara 2
| Arbitri: | Vladimir Kadykov Il'ja Pogonin Il'ja Akimcev |

|                                            |                      |                                               |
| Dener 10’ Douglas Júnior 36’ Asadov 49’    | Marcatori            | 9’ Ponkratov 39’ Vilian 42’ João Guilherme    |
| Douglas Júnior Nijazov Pedrinho Zabolonkov | Tiri di rigore 3 – 5 | Vilian Afanas'ev João Guilherme Katata Chimba |

#### Gara 3
| Arbitri: | Sergej Micheev Aleksej Ivanov Grigorij Zelencov |

|                                                           |           |                           |
| Vilian 9’ Vinogradov 43’ Afanas'ev 45’ João Guilherme 58’ | Marcatori | 1’, 13’ Batalha 6’ Asadov |